# Plane (Abdeckung)

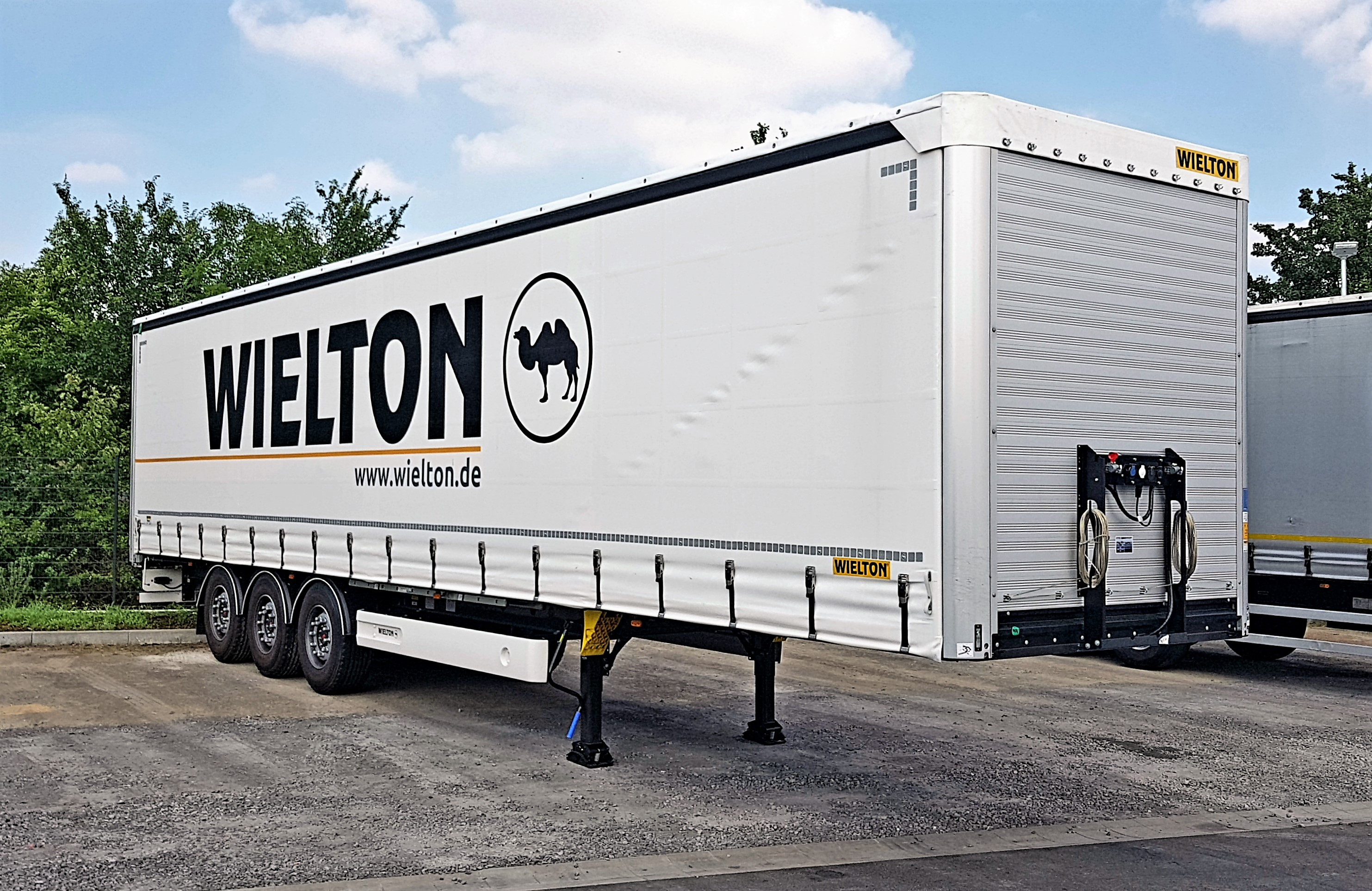
Sattelauflieger mit Plane

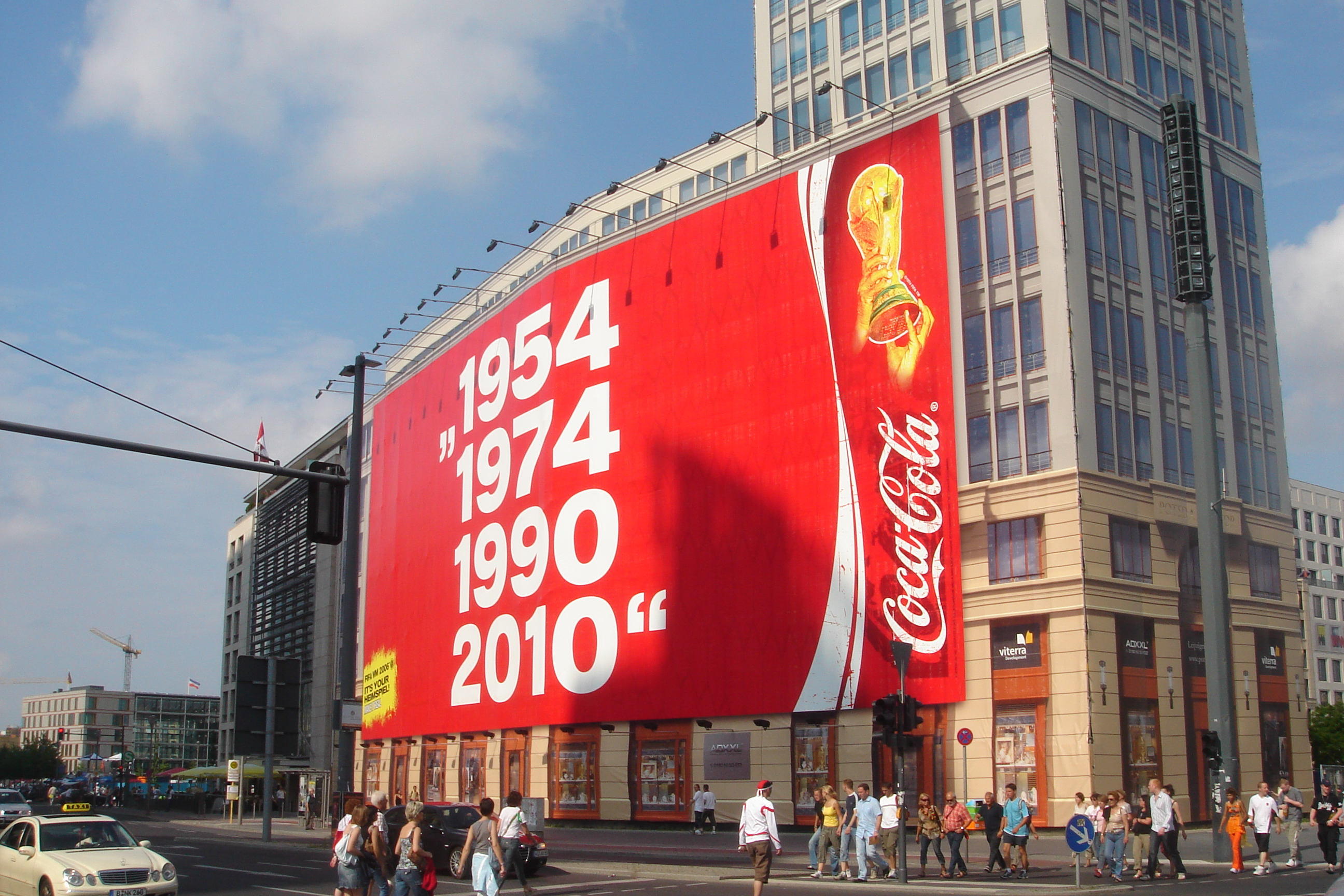
Plane als Werbeträger

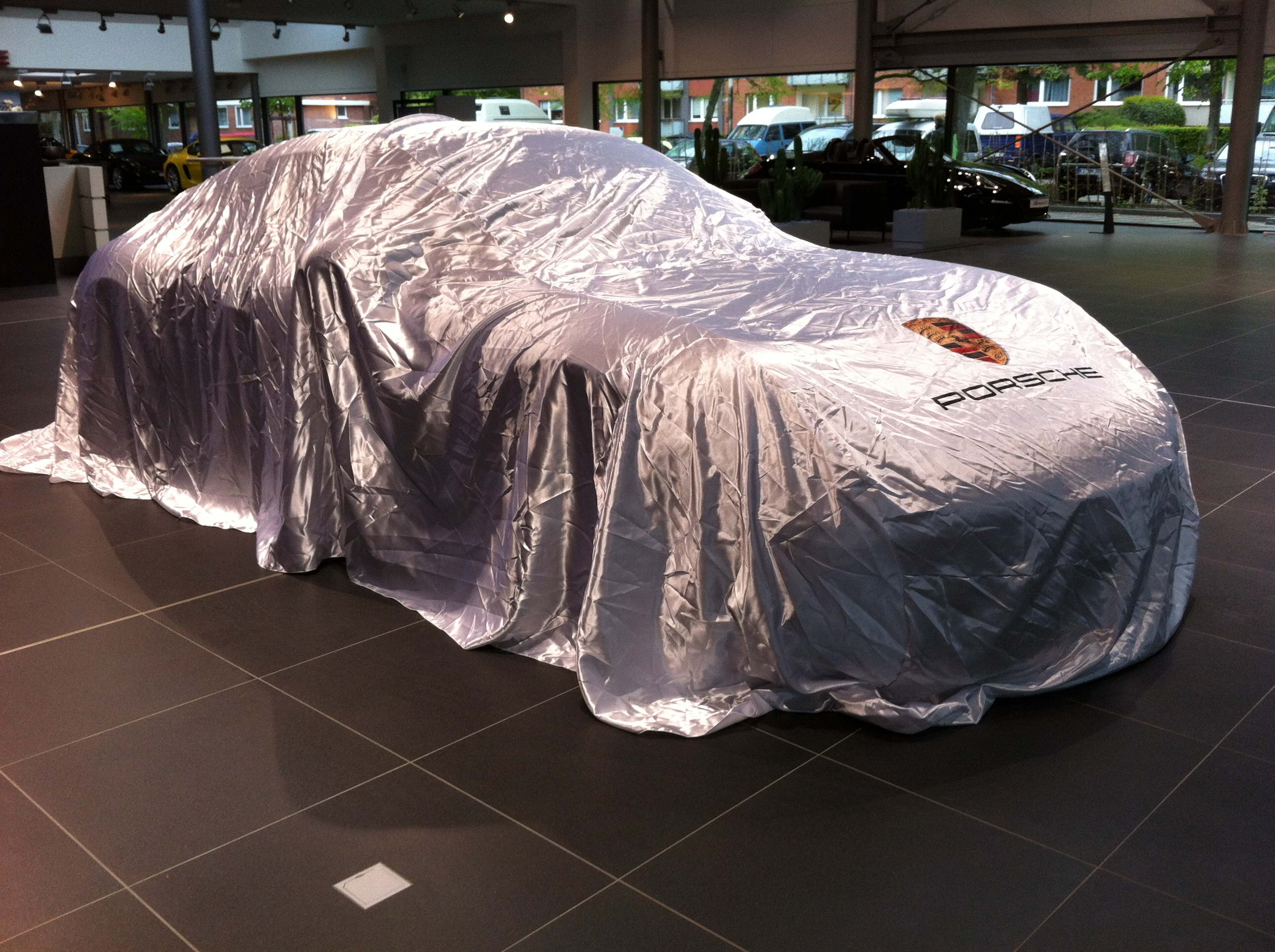
Plane als Fahrzeugabdeckung

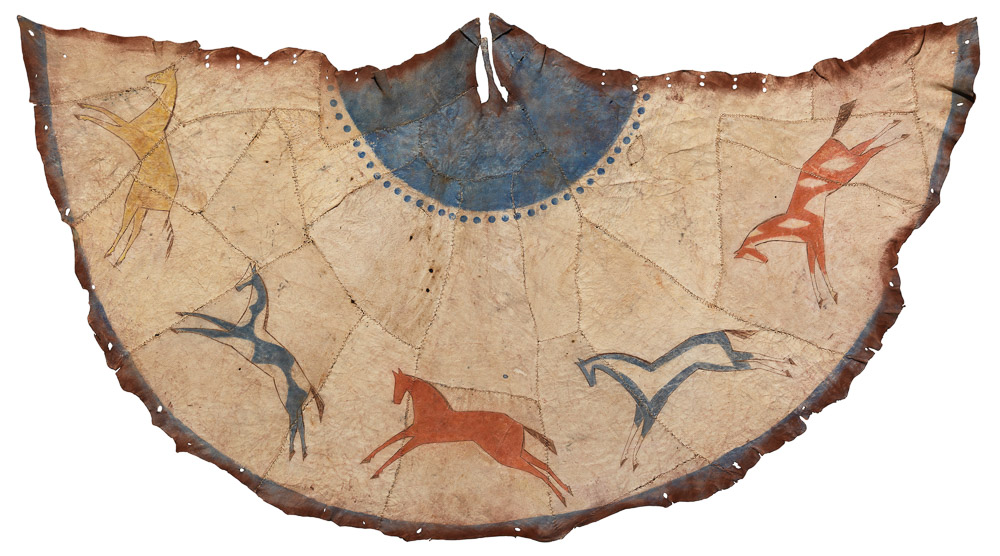
Plane aus Bisonleder für ein (Modell)-Tipi

Als Plane (landschaftlich auch Blache, Blahe oder Plache genannt) wird eine weitgehend homogene, großflächige und verformbare Membran bezeichnet, die aus meist wind- und wasserundurchlässigem Material hergestellt wurde, um als Wetterschutz zu dienen. Planen werden entweder direkt als Abdeckung schutzwürdiger Güter aufgelegt oder bilden einen geschützten Raum, indem sie auf eine skelettartige Unterkonstruktion gespannt werden. Für die Erfindung der Plane stand das Funktionsprinzip der Haut Pate.

## Einsatzgebiete
Planen kommen vor allem als Wetterschutz von Personen und Gütern zum Einsatz. Meist geht es dabei um den Schutz vor Regen bzw. Feuchtigkeit. Planen können außerdem zur Befestigung und als Sichtschutz dienen. 
Die Planen der Steinzeit oder rezenter Völker, die nomadisch lebten oder saisonal auf Jagdzüge gingen, waren in erster Linie Zeltplanen und -bahnen. Diese Nutzungsart ist bis heute aktuell.
Planen werden ebenso als Sonnen- und Regenschutz für Terrassen oder Gärten oder auf Booten (Persenning) eingesetzt.
Werden Fahrzeuge, Flugzeuge und Schiffe über einen längeren Zeitraum abgestellt, werden sie häufig mit Planen abgedeckt. Auch auf Baustellen sind Abdeckungen erforderlich, hier werden Planen auf vielfältige Weise verwendet.
Ein wichtiges Einsatzgebiet von Planen ist zudem die Bedeckung von Sattelaufliegern und der Ladefläche von Lastkraftwagen. Dabei wird die Plane häufig durch einen sogenannten Keder verstärkt. Planen an Lkw sind leichter als feste Aufbauten und lassen sich bei Bedarf leicht zum Be- und Entladen entfernen.
Planen können außerdem mit einer Beschriftung versehen werden, siehe Banner. Sie werden dann beispielsweise als Werbeträger an Firmengebäuden, Mietobjekten usw. eingesetzt.

## Material
Die ersten Planen in der Menschheitsgeschichte bestanden höchstwahrscheinlich aus zusammengenähten Lederhäuten. Später wurden textile Materialien verwendet, die schließlich zum Segeltuch führten.
Heutige Planen werden meist aus Kunststoff gefertigt. Insbesondere werden Polyethylen (PE) und Polyvinylchlorid (PVC) verwendet, wobei PVC-Planen in der Regel dauerhafter und reißfester, aber auch steifer und teurer sind als PE-Planen. Eine Plane kann entweder aus einer (robusten) Folie, aus einem Gewebe oder einer Kombination aus beidem bestehen. Eine typische industriell gefertigte Plane besteht beispielsweise aus Polyestergewebe mit PVC-Beschichtung.
Bei LKW-Planen werden teilweise auch Drähte in die Plane eingebunden, welche nicht mit Messern durchtrennt werden können und somit den Diebstahl der im Inneren befindlichen Waren erschweren.
Wichtige technische Kenngrößen von Planen sind das Flächengewicht (Einheit g/m²) und die Reißfestigkeit (Einheit N, beispielsweise bezogen auf einen 5 cm breiten Streifen).

## Trivia
Strapazierfähige Planen, zum Beispiel in Lkw-Qualität, können zu Tragetaschen umfunktioniert werden. Etliche Designer und Hersteller haben sich der Herstellung von sogenannten Planentaschen verschrieben.
Allerdings enthält Planenmaterial aus (Weich-)PVC stets Weichmacher, insbesondere Phthalate, die gesundheitsschädlich sein können. Planen aus Polyester oder Polyethylen sind hiervon nicht betroffen.